# Ostafrikanische Bergbiene
Die Ostafrikanische Bergbiene (Apis mellifera monticola) ist eine der Rassen der Westlichen Honigbiene. Sie zählt zu den Bienen des tropischen Afrikas, die in der Vergangenheit einer einzigen weitgefassten Rasse zugeordnet war, die Apis mellifera adansonii genannt wurde. Spätere Analysen zeigten jedoch, dass die afrikanischen Bienen dieser großen Region untereinander stärkere Unterschiede aufweisen, die als Rassen oder Unterarten gegeneinander differenziert werden können.

## Verbreitung und Verhalten
Apis mellifera monticola bewohnt regenreiche Bergwälder Ostafrikas in Höhen von 2400 bis 3000 Meter (u. a. am Mount Meru, Kilimandscharo, Mount Kenia und Elgon in Uganda). Apis mellifera monticola gilt als deutlich sanftmütiger als die Ostafrikanische Hochlandbiene (A. m. scutellata) und die afrikanisierte Honigbiene, die sich inzwischen in den wärmeren Regionen des amerikanischen Kontinents weitgehend unkontrolliert ausgebreitet haben.

## Elgonbiene
In den 1980er Jahren haben einige Imker Exemplare der A. m. monticola nach Schweden importiert und mit der Buckfastbiene gekreuzt. In den 1990er Jahren wurde diese Kreuzung stabilisiert und sie erhielt von den Züchtern den Namen Elgonbiene. Seit dem Jahr 2000 hat Erik Österlund, einer der schwedischen Urzüchter, die Biene zudem für die Betriebsweise mit kleinen Brutzellen weitergezüchtet. Die Bezeichnung „Elgonbiene“ ist geschützte Handelsmarke Erik Österlunds.